# ナイジェラ・ローソン

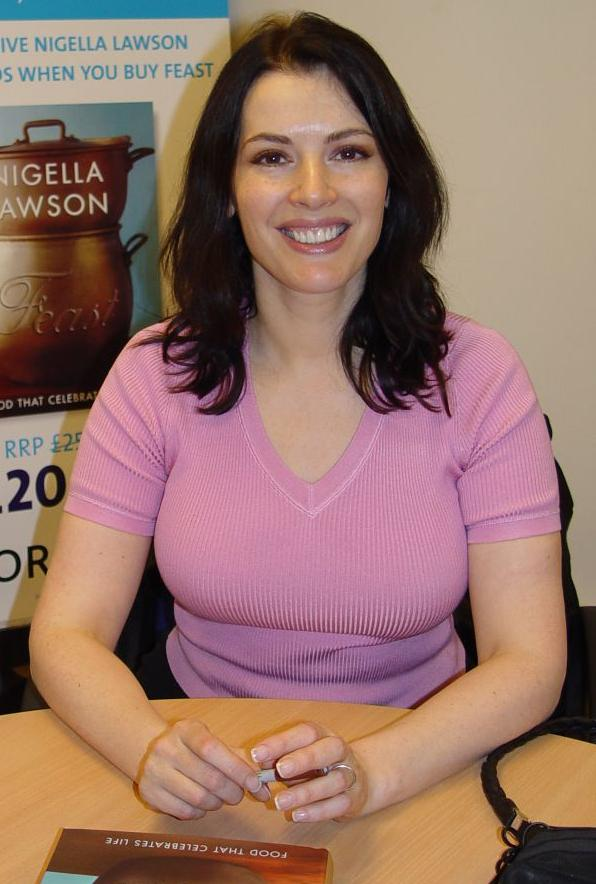
ナイジェラ・ローソン

ナイジェラ・ローソン（Nigella Lawson、1960年1月6日 - ）はイギリスの料理研究家。

## 来歴
美人料理人として知られ、日本では『ナイジェラの気軽にクッキング』で注目された。料理の方針としては、「健康的なバランスを心がけ」てはいるが、ヘルシーな料理には過剰にはこだわっていない。
政治家であるナイジェル・ローソンの娘である。ジャーナリストのジョン・ダイアモンドと結婚していたが、死別。2003年にサーチ・ギャラリーのオーナーとして有名なチャールズ・サーチと再婚した。2013年にチャールズ・サーチと離婚している。離婚理由として、ローソンは夫の不適切で残酷な振る舞いをあげていた。

## 番組
- ナイジェラの気軽にクッキング

## 調理器具
ナイジェラ・ローソン-リビングキッチンシリーズ
1. ハンディーウィスク
2. パルメザングレーター
3. シトラススクイーザー
4. ミキシングボール
5. ケーキティン
6. メジャーリングカップス
7. コランダー(お湯きり)
8. ブレッドビン＆ブレッドボード